# Muang Long
Muang Long är ett distrikt i Laos.   Det ligger i provinsen Luang Namtha, i den nordvästra delen av landet, 400 km nordväst om huvudstaden Vientiane.